# モーガン・フリーマンが語る宇宙
『モーガン・フリーマンが語る宇宙』（モーガン・フリーマンがかたるうちゅう、原題：Through the Wormhole）は、ディスカバリーチャンネルのドキュメンタリー番組。MCはモーガン・フリーマンが、日本語吹替は菅生隆之が担当。

## 概要
宇宙の仕組みや謎について解説する科学ドキュメンタリー番組。シーズン8で完結とされている。題名とは異なり宇宙や時空に特に関係がない内容の回もシーズンが進むと作られた。ディスカバリーチャンネルでは2019年9月から題名を「モーガン・フリーマン　時空の彼方」に変更している。内容に変更は無い。

## NHK版
日本では、2015年3月からNHK教育テレビ（Eテレ）にて『モーガン・フリーマン 時空を超えて』と題してのセレクション放送が行われていた。ナレーターは菅生隆之のまま、新規に翻訳・吹き替えている。